# Coulonges-sur-l’Autize
Coulonges-sur-l’Autize – miejscowość i gmina we Francji, w regionie Nowa Akwitania, w departamencie Deux-Sèvres.
Według danych na rok 1990 gminę zamieszkiwało 2021 osób, a gęstość zaludnienia wynosiła 107 osób/km² (wśród 1467 gmin regionu Poitou-Charentes Coulonges-sur-l’Autize plasuje się na 139. miejscu pod względem liczby ludności, natomiast pod względem powierzchni na miejscu 438.).